# Alí Rodríguez
Alí Rodríguez Araque, född 9 september 1937 i Ejido i Mérida i Venezuela, död 19 november 2018 i Havanna på Kuba, var Venezuelas utrikesminister 2004–2006. Han var diplomat och tidigare president Hugo Chávez rådgivare i oljefrågor. Från 2014 fram till sin död var han landets ambassadör på Kuba.
Under 1960- och 1970-talen var Ali Rodriguez aktiv inom den marxistiska gerillan som opererade i Venezuela med ekonomiskt stöd och ledning av Fidel Castro. Han var känd under namnet "Commander Fausto", vilket anspelade på hans gedigna kunskaper om sprängämnen. Han var en av dem som sist la ner vapnen under början av 1970-talet. För sin inblandning fick han nåd.
Sedan blev han verksam i den parlamentariska politiken, och invald i Kongressen med olja och energi som sina huvudfrågor. Inom politiken vann han å ena sidan anseende som medlare fastän han å andra sidan blev känd om stridig opponent mot privatiseringen av oljesektorn som präglade 1990-talets politik i Venezuela.
1999 utsågs han till energiminister under president Chávez. Året därefter utsågs han till generalsekreterare i OPEC vilket han var under perioden 1 januari 2001-1 juli 2002, varefter han blev chef för Venezuelas statsägda oljebolag Petroleos de Venezuela (PDVSA). På den sistnämnda posten klarade han inte att lösa en intern konflikt, varför han avskedade mer än 20 000 arbetare efter en misslyckad strejk. Denna post innehade han till november 2004, då president Chávez utnämnde honom till utrikesminister under en omorganisation av kabinettet. Vid FN-toppmötet 14 september-16 september 2005 spelade han en framträdande roll som opponent mot mötets slutprotokoll och kritiserade flera punkter, bland annat bristen på en nedrustningsskrivning, rådet för mänskliga rättigheter, demokratifonden och den fredsbyggande kommittén, vilket statsminister Göran Persson som var en av mötets värdar, kommenterade med orden "De argument de [oppositionen under Rodrigez] anför och det sätt de gör det på väcker inte respekt".